# Hannah Lochner
Hannah Lochner (Ontario, 3 april 1993) is een Canadees actrice. Zij speelt in een aantal Canadese televisieseries, waaronder Life with Derek en  Wild Card. Lochner studeerde in 2011 af aan de Etobicoke School of the Arts.

## Filmografie
- Jack and Jill vs. the World (2007)
- Harm's Way (2007)
- Firehouse Dog (2007)
- In God's Country (2007)
- Child of Mine (2005)
- Dawn of the Dead (2004)
- The Elizabeth Smart Story (2003)
- Encrypt (2003)
- The Pentagon Papers (2003)
- Behind the Red Door (2003)
- On Papers (2003)
- Salem Witch Trials (2002)
- The Interrogation of Michael Crowe (2002)
- Terminal Invasion (2002)
- All Around the Town (2002)
- Torso: The Evelyn Dick Story (2002)
- Sanctuary (2001)
- Angels in the Infield (2000)
- Hold-Up (2000)
- Must Be Santa (1999)

## Televisiecarrière
- Wingin' It (2010-2013) - Brittany Hanson
- The Gathering (2007) - Sarah
- Life with Derek - Michelle (3 seizoenen)
- The Latest Buzz - Caitlyn (1 seizoen)
- G-Spot (2005–2006) - Sasha (9 seizoenen)
- Wild Card (2003) - Young Zoe
- The Interrogation of Mi Soul (2002) - Tess Foley
- Terminal Invasion (2002) - Young Laurie Kinmount
- Torso: The Evelyn Dick Story (2002) - Amanda Wellington
- Le Femme Nikita (1998) - Elizabeth Baker